# 이고르 가빌론도
이고르 가빌론도 델 캄포(스페인어: Igor Gabilondo del Campo, 1979년 2월 10일, 바스크 주 산 세바스티안 ~)는 스페인의 전직 축구 선수로, 현역 시절 좌측 미드필더로 활약했다.
그는 주로 레알 소시에다드와 아틀레틱 빌바오에서 활약했는데,(각각 6년씩 활동) 라 리가에서 총 276경기에 출전해 33골을 기록했다.

## 클럽 경력
가빌론도는 기푸스코아 도 산 세바스티안 출신이다. 레알 소시에다드의 유소년부를 졸업한 그는 처음 2년 동안 많은 출전을 기록하지 못했지만, 이후 바스크 연고 구단의 주축으로 발돋움해 2003-04 시즌에는 라 리가에서 33경기에 출전해 5골을 넣었다.
2006년, 가빌론도는 지역의 경쟁 구단인 아틀레틱 빌바오로 자유이적하였고, 처음 2년 동안 도합하여 비슷한 출전 횟수를 기록했다.(59경기 출전 7골) 2007년 4월 7일, 그는 발렌시아와의 안방 경기에서 1-0 결승골을 기록했다.
가빌론도는 2008-09 시즌에 그리 많은 출전 기회를얻지 못했지만, 30세에 접어든 가빌론도는 이듬해에 입지를 회복하여 3골을 득점했는데, 이 중 2골은 4-1로 안방에서 이긴 테네리페전과 알메리아전에서 나왔고,– 아틀레틱은 이 시즌을 8위로 마감했다.
2010-11 시즌에 노장이 된 가빌론도는 아틀레틱 빌바오의 주축 선수 지위를 유지했지만, 주전과 교체 명단 사이를 오고갔다. 그는 개인 시즌 공동 최다인 5골을 기록했는데, 주로 프리킥이나 중거리포로 기록했고, 2-0으로 이긴(합계 3-0) 알코르콘과의 코파 델 레이 경기에서 득점을 기록했다. 그는 빌바오에서의 마지막 해에 21번의 경기에 출전했지만, 90분을 모두 소화한 경우는 2번에 불과했다. 그가 가장 큰 활약을 한 경기는 파리 생제르맹과의 유로파리그 조별 리그 경기로, 가위차기로 득점하여 2-0 승리를 견인했다. 아틀레틱은 대회 결승전까지 올랐는데, 이 경기에서 출전하지 못했다. (코파 델 레이 결승전에서도 교체 명단으로 대기했는데, 두 결승전 모두 0-3으로 패했다.)
2012년 7월 10일, 33세의 가빌론도는 처음으로 둥지를 해외로 옮겼는데, 키프로스 1부 리그의 AEK 라르나카와 1년 계약을 맺고(1년 연장할 수도 있었다) 전 아틀레틱 동료 안데르 무리요와 재회했다. 2013년 1월 그는 구단을 떠났는데, 계약 해지의 요인으로 부상과 아들을 본 것이 사유였다.

## 국가대표팀 경력
2011년 12월 28일, 가빌론도는 훌렌 게레로와 함께 바스크 대표팀 역대 최다 경기 출전자로 이름을 올리고 있다. 그는 튀니지와의 경기에서 바스크 대표팀의 12번째 경기에 출전했다.

## 사생활
가빌론도의 부친 호세 마누엘과 숙부 프란시스코 하비에르 모두 축구 선수로 활약했는데, 주로 세군다 디비시온 B에서 현역 대부분 기간을 보냈다.

## 수상
아틀레틱 빌바오
- 코파 델 레이 준우승: 2008–09, 2011–12
- 수페르코파 데 에스파냐 준우승: 2009
- 유로파리그 준우승: 2011–12